# NGC 431
NGC 431 (другие обозначения — UGC 776, MCG 5-4-2, ZWG 502.8, ZWG 501.132, PGC 4437) — линзообразная галактика (SB0) в созвездии Андромеда. Открыта Джоном Гершелем в 1827 году. Описывается Дрейером как «тусклый, маленький объект с неожиданно ярким центром».
Этот объект входит в число перечисленных в оригинальной редакции «Нового общего каталога».